# Boddum Sogn
Boddum Sogn er et sogn i Sydthy Provsti (Aalborg Stift).
I 1800-tallet var Ydby Sogn anneks til Boddum Sogn. Begge sogne hørte til Refs Herred i Thisted Amt. Boddum-Ydby sognekommune blev ved kommunalreformen i 1970 indlemmet i Sydthy Kommune, som ved strukturreformen i 2007 indgik i Thisted Kommune.
I Boddum Sogn ligger Boddum Kirke.
I sognet findes følgende autoriserede stednavne:
- Boddum (bebyggelse, ejerlav)
- Boddum Bisgård (bebyggelse)
- Boddum Bisgård Mark (bebyggelse)
- Brokær (areal)
- Dover Kil (vandareal)
- Doverodde (bebyggelse)
- Hundser Odde (areal)
- Lindholm (areal)
- Skelager (bebyggelse)
- Snevre (bebyggelse)
- Vejlen (vandareal)